# アントニオ・バンデラス
ホセ・アントニオ・ドミンゲス・バンデラス（José Antonio Domínguez Banderas, 1960年8月10日 - ）は、スペイン、マラガ出身の俳優。身長174cm。

## 来歴

### スペイン時代
父親は警察官、母親は教師。13歳からマラガの演劇学校で演劇とダンスを学び、20歳でマドリードに移ってからは舞台に立っていた。
1982年にペドロ・アルモドバルの『セクシリア』で映画デビュー。以後、アルモドバル作品の常連となり、「アルモドバルの美神（ミューズ）」などとも呼ばれた。アルモドバル作品以外にも多くの映画に出演し、スペイン映画界のトップスターとなった。この時代はアルモドバル作品に見られるような繊細なキャラクターを特徴としていた。

### ハリウッドで
1992年に『マンボ・キングス/わが心のマリア』でハリウッドデビュー。『インタビュー・ウィズ・ヴァンパイア』や『暗殺者』にも出演、『デスペラード』で主演となり一躍ビッグスターになる。スペイン時代とは異なり、マッチョでセクシーなイメージの役柄が多く、ラテン的なセクシー俳優として有名である。
2003年にはブロードウェイのミュージカル『Nine The Musical』にも出演し、トニー賞にノミネートされた。
2010年には国際連合開発計画の親善大使に任命された。2014年には名誉ゴヤ賞を受賞。2017年にはスペイン映画国民賞を受賞した。
2017年に心臓発作を起こしたことがある。
2019年にペドロ・アルモドバル監督の『ペイン・アンド・グローリー』に出演し、初のアカデミー主演男優賞ノミネートを獲得した。

## 私生活
1987年にスペイン人女優のアナ・レサと結婚したが、1995年に『あなたに逢いたくて』で共演したメラニー・グリフィスと交際をはじめたために別居。最初の妻とは1996年に離婚し、同年ロンドンでメラニー・グリフィスと再婚した。1997年に一女を儲ける。2015年にメラニー・グリフィスと離婚。

## フィルモグラフィ

### 映画
| 年   | 題名                                                                                  | 役名                              | 備考 | 吹き替え                                   |
| ---- | ------------------------------------------------------------------------------------- | --------------------------------- | --- | ------------------------------------------ |
| 1982 | セクシリア Laberinto de pasiones                                                      | サデク                            | |                                            |
| 1986 | 最も危険な男 Puzzle                                                                   | アンドレス                        | 日本劇場未公開 | 古澤徹                                     |
| 1986 | マタドール〈闘牛士〉・炎のレクイエム Matador                                          | アンヘル                          | |                                            |
| 1987 | 欲望の法則 La Ley del deseo                                                           | アントニオ                        | |                                            |
| 1987 | 非情のレクイエム Así como habían sido                                                 | ダミアン                          | 日本劇場未公開 |                                            |
| 1988 | 神経衰弱ぎりぎりの女たち Mujeres al borde de un ataque de nervios                     | カルロス                          | |                                            |
| 1988 | 凶弾 El placer de matar                                                               | ルイス                            | 日本劇場未公開 |                                            |
| 1989 | ボルテージ Si te dicen que caí                                                        | マルコス                          | 日本劇場未公開 | 菅原正志                                   |
| 1989 | 暴走遊戯 La blanca paloma                                                             | マリオ                            | 日本劇場未公開 | 古澤徹                                     |
| 1990 | アタメ ¡Átame!                                                                        | リッキー                          | 別題『アタメ/私をしばって!』 |                                            |
| 1990 | インセスト/近親相姦 Contra el viento                                                  | フアン                            | 日本劇場未公開 |                                            |
| 1992 | マンボ・キングス/わが心のマリア The Mambo Kings                                       | ネストル・カスティーヨ            | | 辻谷耕史                                   |
| 1993 | 愛よりも非情 ¡Dispara!                                                                | マルコス                          | 大塚明夫 |                                            |
| 1993 | 愛と精霊の家 The House of the Spirits                                                 | ペドロ・テルセロ・ガルシア        | 羽賀研二 |                                            |
| 1993 | フィラデルフィア Philadelphia                                                         | ミゲル・アルヴァレス              | 中田和宏 |                                            |
| 1994 | 愛の奴隷 Of Love and Shadows                                                          | フランチェスコ                    | 大塚明夫 |                                            |
| 1994 | インタビュー・ウィズ・ヴァンパイア Interview with the Vampire: The Vampire Chronicles | アーマンド                        | 玄田哲章（ソフト版） 小川真司（フジテレビ版） 小山力也（テレビ東京版） 子安武人（BS10スターチャンネル版） |                                            |
| 1994 | マイアミ・ラプソディー Miami Rhapsody                                                 | アントニオ                        | 大塚明夫 |                                            |
| 1995 | デスペラード Desperado                                                                | エル・マリアッチ                  | 大塚明夫（ソフト新旧版） 山路和弘（テレビ朝日版） |                                            |
| 1995 | フォー・ルームス Four Rooms                                                           | 男                                | 大塚明夫 |                                            |
| 1995 | 暗殺者 Assassins                                                                      | ミゲル・ベイン                    | 大塚明夫（ソフト版） 江原正士（フジテレビ版） 山路和弘（テレビ朝日版） |                                            |
| 1995 | ストレンジャー Never talk to staranger                                                | トニー・ラミレス                  | 大塚明夫 |                                            |
| 1995 | あなたに逢いたくて Two Much                                                           | アート                            | 大塚明夫 |                                            |
| 1996 | エビータ Evita                                                                        | チェ                              | |                                            |
| 1998 | マスク・オブ・ゾロ The Mask of Zorro                                                  | アレハンドロ・ムリエッタ / ゾロ   | 大塚明夫（ソフト版） 森田順平（日本テレビ版） |                                            |
| 1998 | クレイジー・イン・アラバマ Crazy in Alambama                                          | N/A                               | 監督 | N/A                                        |
| 1999 | 13ウォーリアーズ The 13th Warrior                                                     | アハメッド・イブン・ファラハン    | | 大塚明夫                                   |
| 1999 | バウンティ・キッド The White River Kid                                                | モラレス・ピットマン              | 兼製作 日本劇場未公開 | 檀臣幸                                     |
| 1999 | マイ スウィート ガイズ Play It to the Bone                                            | シーザー・ドミンゲス              | | 山路和弘                                   |
| 2001 | 抹殺者 The Body                                                                       | マット・グティエレス神父          | 村治学 |                                            |
| 2001 | スパイキッズ Spy Kids                                                                 | グレゴリオ・コルテス              | 大塚明夫（ソフト版） 小山力也（機内上映版） |                                            |
| 2001 | ポワゾン Original Sin                                                                 | ルイス・アントニオ・バルガス      | 草刈正雄（ソフト版） 東地宏樹（テレビ東京版） |                                            |
| 2002 | ファム・ファタール Femme Fatale                                                       | ニコラス・バルド                  | 小山力也（ソフト版） 大塚明夫（テレビ東京版） |                                            |
| 2002 | スパイキッズ2 失われた夢の島 Spy Kids 2: Island of Lost Dreams                        | グレゴリオ・コルテス              | 大塚明夫 |                                            |
| 2002 | フリーダ Frida                                                                        | ダヴィド・シケイロス              | 落合弘治（ソフト版） 辻井健吾（Netflix版） |                                            |
| 2002 | バリスティック Ballistic: Ecks vs. Sever                                              | ジェレミー・エクス                | 大塚明夫（ソフト版） 小山力也（テレビ朝日版） |                                            |
| 2003 | スパイキッズ3-D:ゲームオーバー Spy Kids 3-D: Game Over                                | グレゴリオ・コルテス              | 大塚明夫 |                                            |
| 2003 | レジェンド・オブ・メキシコ/デスペラード Once Upon a Time in Mexico                    | エル・マリアッチ                  | 大塚明夫 |                                            |
| 2003 | バンデラスの英雄パンチョ・ヴィラ And Starring Pancho Villa as Himself                 | パンチョ・ヴィラ                  | テレビ映画 |                                            |
| 2003 | シュレック2 Shrek 2                                                                   | プス（長ぐつをはいたネコ）        | 声の出演 | 竹中直人                                   |
| 2003 | ジャスティス 闇の迷宮 Imagining Argentina                                             | カルロス                          | |                                            |
| 2005 | レジェンド・オブ・ゾロ The Legend of Zorro                                            | アレハンドロ・デ・ラ・ベガ / ゾロ | 大塚明夫（ソフト版、日本テレビ版） |                                            |
| 2006 | レッスン! Take the Lead                                                               | ピエール・デュレイン              | 大塚明夫 |                                            |
| 2007 | ボーダータウン 報道されない殺人者 Bordertown                                          | アルフォンソ・ディアス            | 大塚明夫 |                                            |
| 2007 | シュレック3 Shrek 3                                                                   | プス（長ぐつをはいたネコ）        | 声の出演 | 竹中直人                                   |
| 2008 | あいつはママのボーイフレンド My Mom's New Boyfriend                                   | トミー                            | 日本劇場未公開 | 小山力也                                   |
| 2008 | アザーマン -もう一人の男- The Other Man                                               | レイフ                            | 日本劇場未公開 | 宮健一                                     |
| 2009 | ザ・エッグ 〜ロマノフの秘宝を狙え〜 Thick as Thieves                                  | ガブリエル・マーティン            | | 東地宏樹                                   |
| 2010 | シュレック フォーエバー Shrek Forever After                                           | プス（長ぐつをはいたネコ）        | 声の出演 | 竹中直人                                   |
| 2010 | 恋のロンドン狂騒曲 You Will Meet a Tall Dark Stranger                                 | グレッグ・クレメンテ              | | （吹き替え版なし）                         |
| 2011 | ザ☆ビッグバン!! The Big Bang                                                          | ネッド・クルス                    | |                                            |
| 2011 | 私が、生きる肌 La piel que habito                                                     | ロベル・レガル                    | 吉見一豊 |                                            |
| 2011 | 長ぐつをはいたネコ Puss in Boots                                                      | プス（長ぐつをはいたネコ）        | 声の出演 | 竹中直人                                   |
| 2011 | エージェント・マロリー Haywire                                                        | ロドリゴ                          | | 木下浩之                                   |
| 2012 | ルビー・スパークス Ruby Sparks                                                        | モルト                            | 斎藤志郎 |                                            |
| 2013 | アイム・ソー・エキサイテッド! Los amantes pasajeros                                   | レオン                            | 不明 |                                            |
| 2013 | マチェーテ・キルズ Machete Kills                                                      | エル・カメレオン4                 | 各務立基 |                                            |
| 2013 | ジャスティンと勇気の騎士の物語 Justin y la espada del valor                           | Sir Clorex                        | 声の出演、兼製作 日本劇場未公開 |                                            |
| 2014 | 33 días                                                                               | パブロ・ピカソ                    | | N/A                                        |
| 2014 | オートマタ Autómata                                                                   | ジャック・ヴォーカン              | 東地宏樹 |                                            |
| 2014 | エクスペンダブルズ3 ワールドミッション The Expendables 3                              | ガルゴ                            | 東地宏樹 |                                            |
| 2015 | スポンジ・ボブ 海のみんなが世界を救Woo! The Spongebob Movie：Sponge Out of Water      | バーガー・ビアード                | 斎藤志郎 納谷六朗（特報） |                                            |
| 2015 | 聖杯たちの騎士 Knight of Cups                                                         | トニオ                            | 藤井隼 |                                            |
| 2015 | チリ33人 希望の軌跡 The 33                                                            | マリオ・セプルベダ                | 井上和彦 |                                            |
| 2017 | ブラック・バタフライ Black Butterfly                                                  | ポール                            | 山路和弘 |                                            |
| 2017 | ガン シャイ Gun Shy                                                                   | ターク・ヘンリー                  | 日本劇場未公開 | （吹き替え版なし）                         |
| 2017 | セキュリティ Security                                                                 | エディ・ディーコン                | | 市橋尚史（ソフト版） 山路和弘（Netflix版） |
| 2017 | リベンジャー -復讐者- Acts of Vengeance                                               | フランク・ヴァレラ                | Netflix配信版邦題は『ベンジェンス -復讐の自省録-』 | 景浦大輔（ソフト版） 東地宏樹（Netflix版） |
| 2017 | バレット・ヘッド Bullet Head                                                          | ブルー                            | Netflix配信版邦題は『キラー・ドッグ』 | 景浦大輔（ソフト版） 金尾哲夫（Netflix版） |
| 2017 | アンドレア・ボチェッリ 奇跡のテノール La musica del silenzio                          | マエストロ                        | | （吹き替え版なし）                         |
| 2018 | トラップ・ゲーム Za granyu realnosti                                                  | ゴードン                          | 日本劇場未公開 | 不明                                       |
| 2018 | ライフ・イットセルフ 未来に続く物語 Life Itself                                       | ヴィンセント・サチョーネ          | | （吹き替え版なし）                         |
| 2019 | ザ・ランドロマット -パナマ文書流出- The Laundromat                                    | ラモン・フォンセカ                | 井上和彦 |                                            |
| 2019 | ペイン・アンド・グローリー Dolor y gloria                                             | サルバドール・マロ                | アカデミー主演男優賞ノミネート カンヌ国際映画祭 男優賞受賞 ヨーロッパ映画賞 男優賞受賞 全米映画批評家協会賞 主演男優賞受賞 ニューヨーク映画批評家協会賞 主演男優賞受賞 ロサンゼルス映画批評家協会賞 主演男優賞受賞 | （吹き替え版なし）                         |
| 2020 | ドクター・ドリトル Dolittle                                                           | 海賊王ラソーリ                    | | 大塚明夫                                   |
| 2021 | ヒットマンズ・ワイフズ・ボディガード Hitman's Wife's Bodyguard                        | アリストテレス・パパドポラス      | 藤井隼 |                                            |
| 2021 | コンペティション Official Competition                                                 | フェリックス・リベロ              | （吹き替え版なし） |                                            |
| 2022 | アンチャーテッド Uncharted                                                            | サンティアゴ・モンカーダ          | 大塚明夫 |                                            |
| 2022 | コードネーム:バンシー Code Name Banshee                                               | ケイレブ                          | 東地宏樹 |                                            |
| 2022 | クーダ 殺し屋の流儀 The Enforcer                                                      | クーダ                            | 東地宏樹 |                                            |
| 2022 | 長ぐつをはいたネコと9つの命 Puss in Boots: The Last Wish                              | プス（長ぐつをはいたネコ）        | 声の出演 | 山本耕史                                   |
| 2023 | インディ・ジョーンズと運命のダイヤル Indiana Jones and the Dial of Destiny            | レナルド                          | | 大塚明夫                                   |
| 2023 | ベツレヘム・ジャーニー 星の導き Journey to Bethlehem                                  | ヘロデ                            | （吹き替え版なし） |                                            |
| 2024 | ジャッジアイズ 復讐捜査線 Cult Killer                                                 | ミケル・タリーニ                  | 東地宏樹 |                                            |
| 2024 | クリーンアップ 最強の掃除人 The Clean Up Crew                                         | ゲイブリエル                      | 日本劇場未公開 | （吹き替え版なし）                         |
| 2024 | ベイビーガール Babygirl                                                               | ジェイコブ                        | | 花田光                                     |
| 2024 | パディントン 消えた黄金郷の秘密 Paddington in Peru                                    | ハンター・カボット                | 山路和弘 |                                            |
| 2027 | シュレック5 Shrek 5                                                                   | プス（長ぐつをはいたネコ）        | 声の出演 |                                            |
| TBA  | The Monster of Florence                                                               | Mario Spezi                       | 撮影中 |                                            |

### テレビ
| 放映年 | 題名                                         | 役名           | 備考                               | 吹き替え |
| ------ | -------------------------------------------- | -------------- | ---------------------------------- | -------- |
| 2006   | サタデー・ナイト・ライブ Saturday Night Live | 本人（ホスト） | 「Antonio Banderas/Mary J. Blige」 | N/A      |
| 2018   | ジーニアス:ピカソ Genius                     | パブロ・ピカソ | 第2シーズン、計10話出演            | 大塚明夫 |

## 日本語吹き替え
主に担当しているのは、以下の二人である。
大塚明夫
『愛よりも非情』で初担当。以降、数々の作品でバンデラスの吹き替えを務めたことで知られる。
バンデラスについて大塚は『インディ・ジョーンズと運命のダイヤル』で吹き替えを務めた際のコメントで「彼はほんとに芝居が好きなんだなぁと実感します」と評している。
声優が素顔や裏話を披露するスターチャンネルの番組「VOICE IN FOCUS」にバンデラスの吹き替えを持ち役とする役者として出演し、『レジェンド・オブ・ゾロ』などで吹き替えを務めた際の出来事や、バンデラスへの思い入れを語ったこともある。
東地宏樹
『ポワゾン』（テレビ東京版）で初担当。『エクスペンダブルズ3 ワールドミッション』では上述の大塚が既に持ち役の一人であるドルフ・ラングレンを担当していたことからバンデラスの吹き替えを務めた。以降、大塚の次に多く吹き替えている。
このほかにも、山路和弘、小山力也、井上和彦、古澤徹、斎藤志郎、景浦大輔、藤井隼なども複数回、声を当てている。